# Piros kígyógomba
A piros kígyógomba (Atheniella adonis) a szegfűgombafélék családjába tartozó, Eurázsiában és Észak-Amerikában honos, erdőkben, parkokban élő, nem ehető gombafaj. 

## Megjelenése
A piros kígyógomba kalapja 0,3-2 cm széles, eleinte keskenyebben, majd szélesen kúpos, harangszerű, idősen laposan kiterül, közepén púppal. Felszíne hamvas, majd sima. Széle áttetszően bordás. Színe élénk lazacrózsaszín, narancs- vagy skarlátvörös, idősen kifakul, ritkán akár egészen fehéresre. 
Húsa vékony, törékeny, halványrózsaszínes. Íze és szaga nem jellegzetes.
Igen ritkás lemezei felkanyarodók vagy tönkhöz nőttek, némileg hasasak; sok a féllemez. Színük rózsaszín vagy fehér, élük fehér.
Tönkje 1,5-4 cm magas és 0,05-0,2 c, vastag. Alakja karcsú, hengeres, belül üreges, törékeny. Felülete hamvas, színe fehér vagy rózsaszín, a csúcsa többnyire rózsaszínes. Tövéhez fehér micéliumszövedék kapcsolódik.
Spórapora fehér. Spórája széles gyümölcsmag alakú, sima, inamiloid, mérete 7,2-9,5 x 5-5,5 μm. 

### Hasonló fajok
A narancsvörös kígyógomba hasonlíthat hozzá.

## Elterjedése és termőhelye
Eurázsiában és Észak-Amerikában honos.
Lombos és tűlevelű erdőkben, parkokban, nedves réteken fordul elő, az avar szerves anyagait bontja. Nyáron és ősszel terem. 

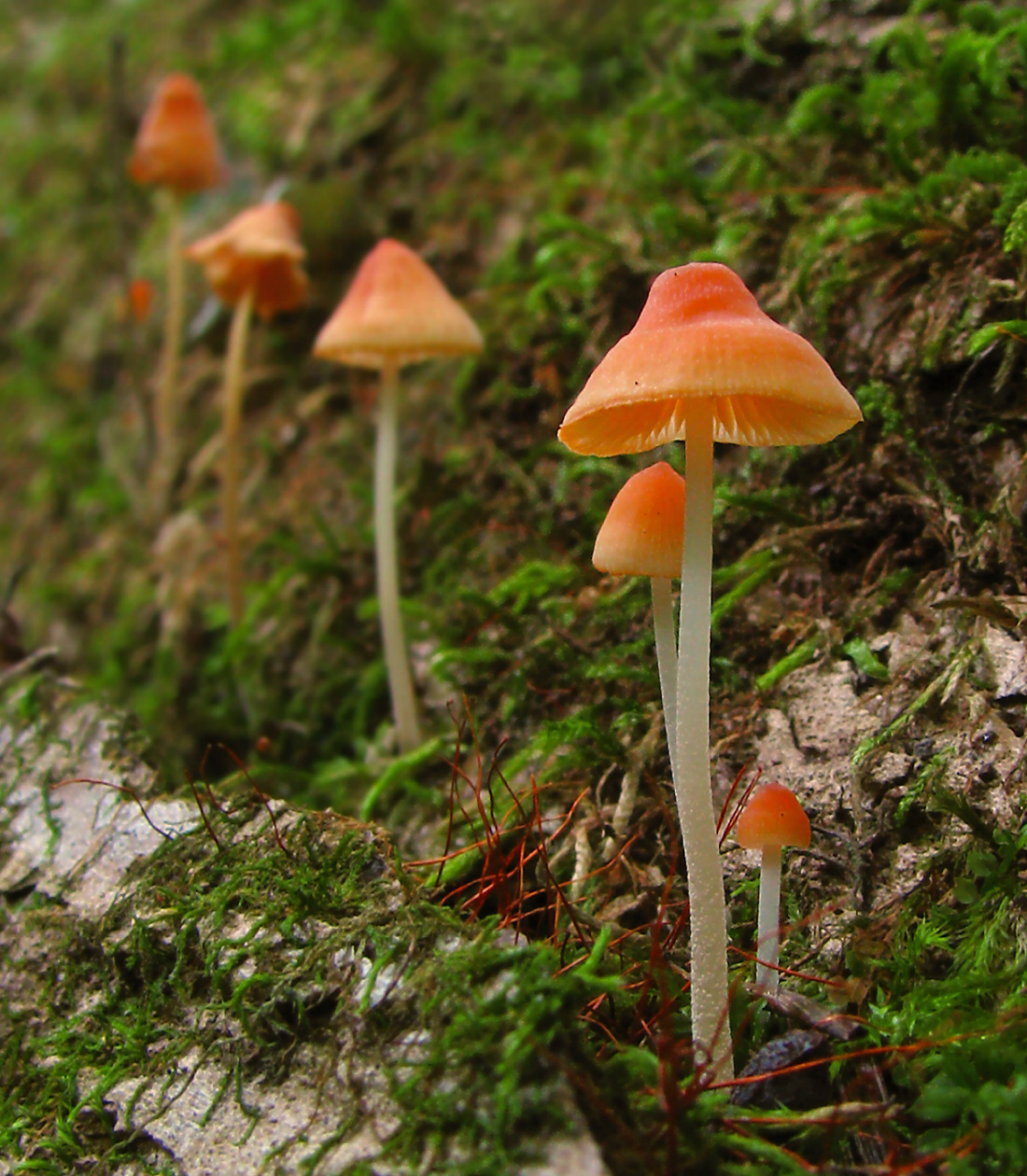
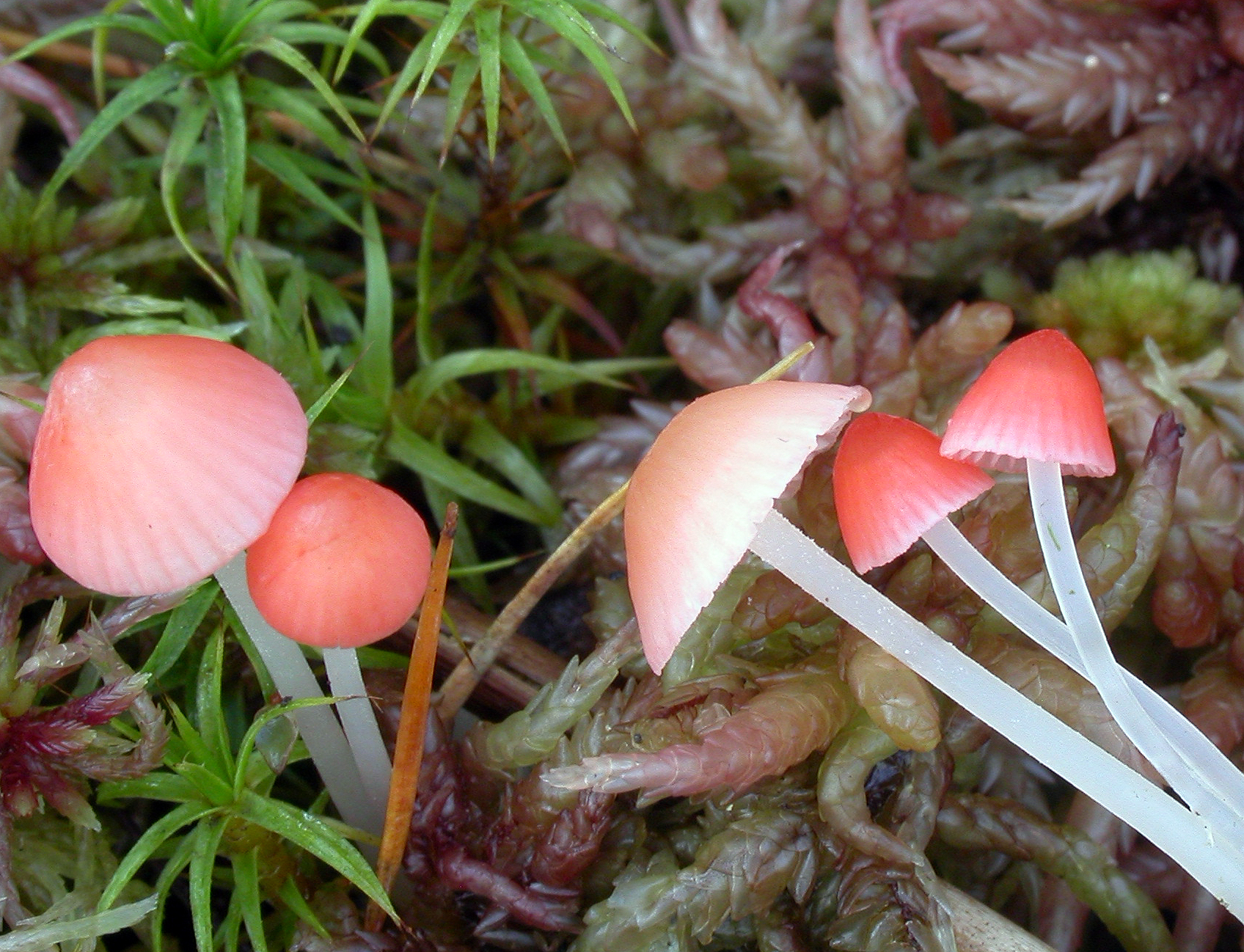
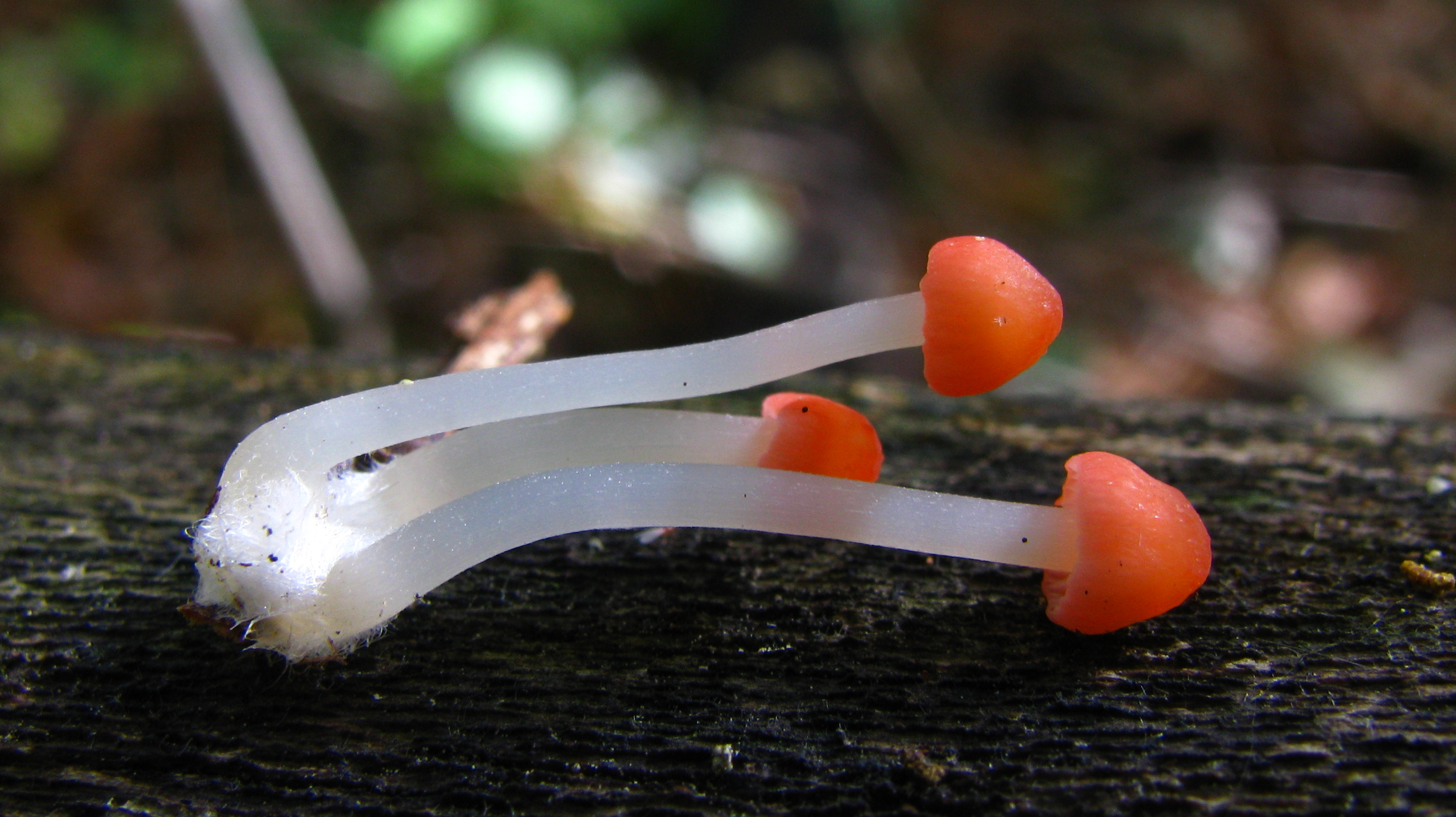
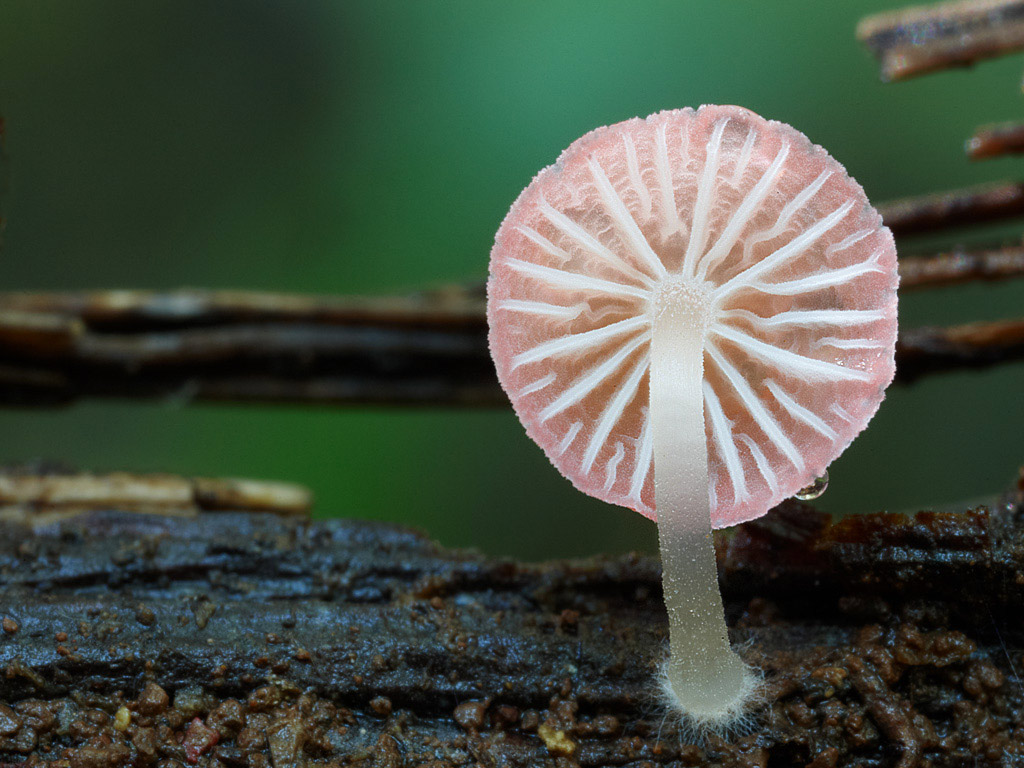
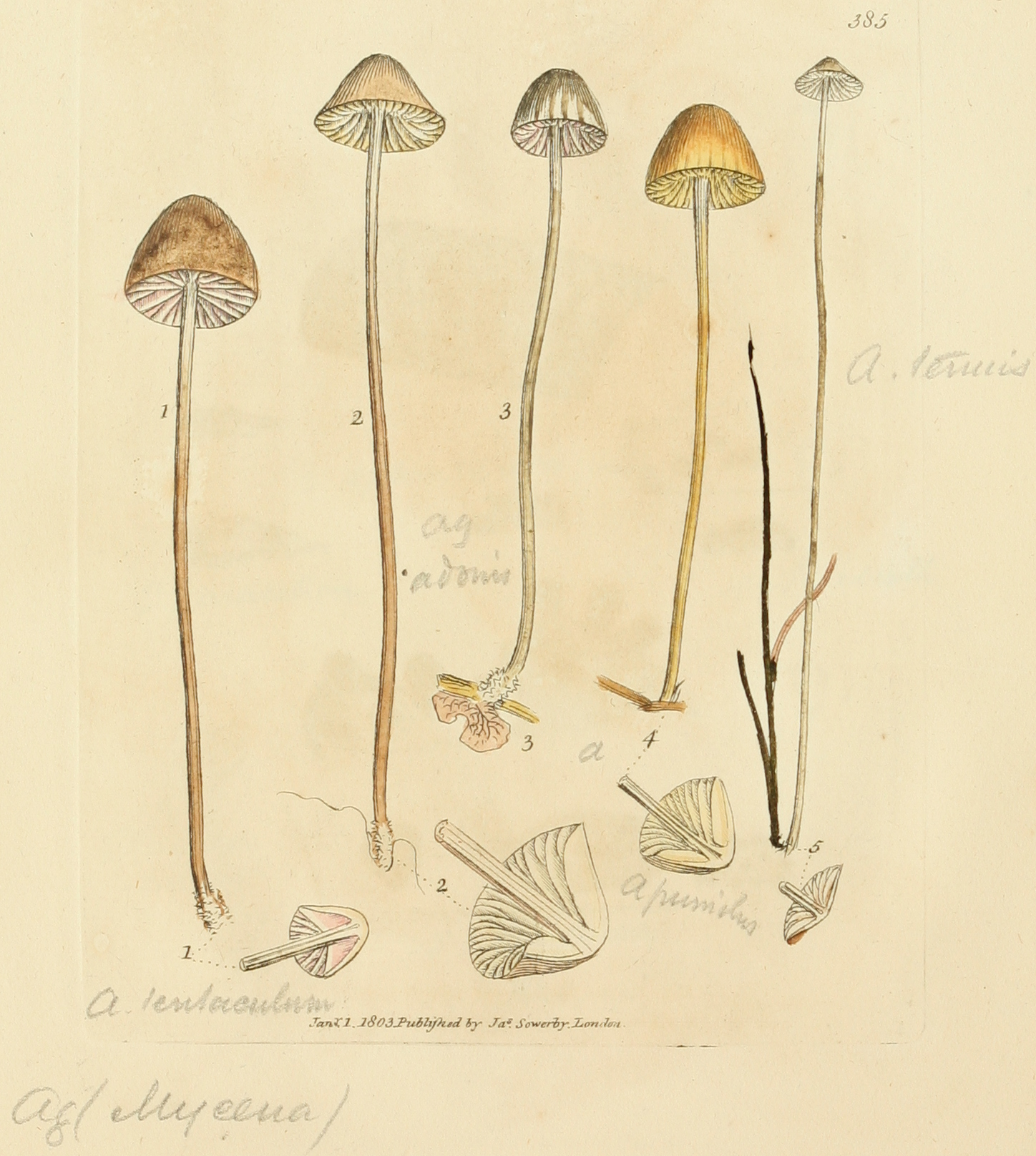

Nem ehető.  